# Docalidia matthewi
Docalidia matthewi är en insektsart som beskrevs av Nielson 1990. Docalidia matthewi ingår i släktet Docalidia och familjen dvärgstritar. Inga underarter finns listade i Catalogue of Life.